# Data Access Object
Data Access Object – obiekt dostępu do danych — abstrakcja źródła danych; komponent dostarczający jednolity interfejs do komunikacji między aplikacją a źródłem danych (np. bazą danych czy plikiem). Jest często łączony z innymi wzorcami projektowymi. DAO jest obiektem odwzorowującym źródło danych, enkapsulującym wszystkie dane przesyłane do i ze źródła. Dzięki DAO, aplikacja nie musi znać sposobu oraz ostatecznego miejsca składowania swoich danych, a ewentualne modyfikacje któregoś z czynników nie pociągają za sobą konieczności modyfikowania jej kodu źródłowego. Komponent ten jest często stosowany w modelu MVC (Model-View-Controller) do oddzielenia dostępu do danych od logiki biznesowej i warstwy prezentacji. Gotowe narzędzia do korzystania z DAO wchodzą w skład wielu popularnych języków programowania oraz platform (np. Java EE, Ruby on Rails).

## Wydajność
Dodanie DAO do aplikacji powoduje pojawienie się kolejnej warstwy interfejsu oraz zwiększenie ilości kodu, który musi zostać wykonany do realizacji dostępu do danych. Z tego powodu w aplikacjach, dla których wydajność ma krytyczne znaczenie, rezygnuje się z DAO, aby zapewnić jak najszybsze działanie aplikacji.